# Albert W. Tucker
Albert William Tucker (Oshawa, 28 de noviembre de 1905 – Highstown, 25 de enero de 1995) fue un matemático estadounidense nacido en Canadá que realizó importantes contribuciones a la Topología, Teoría de juegos y Programación no lineal.

## Biografía
Albert Tucker se graduó en la Universidad de Toronto en 1928. En 1932, completó su doctorado en la Universidad de Princeton bajo la supervisión de Solomon Lefschetz, con una tesis de nombre Aproximación abstracta a las variedades (en inglés "An Abstract Approach to Manifolds").
En 1932-33 fue becario nacional de investigación en Cambridge, Harvard, y en la Universidad de Chicago. En 1933 vuelve a Princeton para incorporarse a la Universidad donde permaneció hasta 1970. durante 20 años mantuvo la cátedra del departamento de matemáticas, algo excepcional en dicha universidad. Tucker conocía a todo el mundo y tenía una gran memoria lo que le convertía en una fuente magnífica de historias de la comunidad matemática.
Sus estudiantes de doctorado incluyen Michel Balinski, David Gale, Alan Goldman, Stephen Maurer, Marvin Minsky, el premio nobel John Nash y Torrence Parsons.
En 1950, Tucker dio el nombre Dilema del prisionero al modelo de cooperación y conflicto de Merrill M. Flood y Melvin Dresher, la más conocida paradoja teórica de juegos. También es muy conocido por las Condiciones de Karush-Kuhn-Tucker, un resultado básico de programación no lineal, que fue publicado en las actas de una conferencia, en lugar de en una revista científica, como suele ser habitual.
En los años sesenta, se involucró fuertemente en labores educativas matemáticas y fue presidente de varios comités y asociaciones matemáticas entre las cuales destaca la American Mathematical Society en 1961-62.
Albert Tucker recibió un título honorífico por el Dartmouth College. Murió en Hightstown en 1995 a la edad de 89.